# Templos megalíticos de Malta
Los templos megalíticos de Malta constituyen la manifestación de una cultura megalítica singular que se desarrolló en las islas de Malta y Gozo entre los años 5.000 a. C. y 2.500 a. C. y que se ha venido en denominar la Edad de los Templos. Su antigüedad es mayor que la de las pirámides egipcias y constituyen las construcciones más antiguas que se conoce de estas características en el mundo.
El uso que le dieron los pobladores a los templos es aún desconocido. Las prácticas religiosas que constan de la época son la adoración a un tipo de diosas muy comunes en todo el Mediterráneo cuales eran las de la fertilidad, y se han hallado pruebas de que se realizaban en su interior algunos sacrificios rituales con animales, así como se han encontrado estatuillas de barro cocido con figuras que representan tanto al hombre como a la mujer.
La técnica arquitectónica de la época sigue resultando sorprendente dado el tamaño de los mismos. Se construían íntegramente en piedra, sobre una base en forma de trébol y cuando había varios juntos, se formaba un muro común para todos.
Los templos más importantes son:
- Ggantija
- Hagar Qim
- Mnajdra
- Tarxien.

Las razones para tal desarrollo se encuentran en el voluntario alejamiento de los pobladores de la época de la cultura del Cobre que se desarrollaba en la vecina Sicilia y que les permitió desarrollar en su plenitud el trabajo con la piedra. En general, los distintos templos se conservaron bien.

## Patrimonio de la Humanidad
En 1980, los templos de Ġgantija, en Xaghra (Gozo), fueron declarados Patrimonio de la Humanidad por la Unesco. declaración que se extendió en 1992 a otros templos en la isla de Malta. Son los siguientes:
| ID         | Nombre              | Localización | Coordenadas                                          | Propiedad      | Zona buffer |
| 132ter-001 | Templos de Ġgantija | Ġgantija     | 36°2′56.51″N 14°16′3.91″E / 36.0490306, 14.2677528   | 0.715 ha       | 33 ha       |
| 132ter-002 | Ħaġar Qim           | Qrendi       | 35°49′40.18″N 14°26′30.44″E / 35.8278278, 14.4417889 | 0.813 ha       | 63 ha       |
| 132ter-003 | Mnajdra             | Qrendi       | 35°9′36.26″N 14°26′12.38″E / 35.1600722, 14.4367722  | 0.563 ha       |             |
| 132ter-004 | TTa' Ħaġrat         | Mgarr        | 35°55′7.08″N 14°22′7.32″E / 35.9186333, 14.3687000   | 0.154 ha       | 60 ha       |
| 132ter-005 | Skorba              | Zebbiegh     | 35°55′15.45″N 14°22′39.96″E / 35.9209583, 14.3777667 | 0.103 ha       |             |
| 132ter-006 | Templos de Tarxien  | Tarxien      | 35°52′9.49″N 14°30′43.96″E / 35.8693028, 14.5122111  | 0.807 ha 11 ha |             |